# Navidad (subdelegación)
Navidad fue una de las subdelegaciones que integró el antiguo departamento de San Fernando y, más tarde, el de Santa Cruz y San Antonio. Estaba inicialmente compuesta por seis distritos.
El territorio de la subdelegación fue organizado por decreto del presidente José Joaquín Pérez Mascayano el 14 de agosto de 1867.

## Historia
La subdelegación fue creada por decreto supremo del 14 de agosto de 1867, que divide el departamento de San Fernando en veinte subdelegaciones. El documento determina así sus límites:

Al norte y este, por el río Rapel; al oeste, por el mar; y al sur, por el estero de Quebrada Honda, desde su desembocadura en el mar hasta que se le une el estero del Culenar, el curso de este último hasta que recibe el zanjón de Cancha Rayada, continuando el límite aguas arriba por este zanjón hasta los bajos vegosos que lo unen con el zanjón del Peral o del Guindo, tomándose enseguida la corriente de éste hasta desaguar en el estero de los Lingues, llamado más adelante del Rosario, el curso de este estero  hasta que se le junta el zanjón de la Higuera, por el cual se seguirá hasta el punto en que lo atraviesa el camino del Alto de la Matancilla; este camino seguirá formando el límite de la subdelegación hasta que encuentre el deslinde sur de la hacienda de Ucúquer, que lo completará hasta el Rapel.

Se dividió en seis distritos: 1.° San Vicente, 2.° Rapel, 3.° Licancheu, 4.° Navidad, 5.° Pupuya y 6.° Tumán.
Por decreto del 22 de diciembre de 1891 fueron creadas varias comunas en el departamento de San Fernando, entre ellas la comuna de Matanzas, a la que pasó a pertenecer esta subdelegación.
El Decreto con Fuerza de Ley N.º 8.583 del 30 de diciembre de 1927 redistribuye el territorio del departamento de San Fernando y Santa Cruz. La subdelegación de El Rosario fue fusionada con la de Navidad, suprimiéndose esta última y quedando su territorio integrado en el departamento de Santa Cruz. Al crearse, por Ley N.º 5.935 del 28 de septiembre de 1936, la comuna de Navidad, se restablece la subdelegación homónima. En 1942, por ley N.º 7.394 del 31 de diciembre, la comuna y subdelegación de Navidad es traspasada al departamento de San Antonio, provincia de Santiago.
Esta subdelegación fue suprimida con la Constitución de 1980, tras el proceso de regionalización impulsado por la dictadura militar.

## Administración
La administración del territorio estaba a cargo del subdelegado, subordinado al gobernador departamental y nombrado por él. Duraban dos años en el cargo, aunque también podían ser nombrados indefinidamente. Podían ser removidos por el gobernador, quien debía dar cuenta de esto al intendente provincial. Los distritos, en tanto, eran regidos por un inspector, quien respondía a las órdenes del subdelegado, quien tenía la potestad de nombrarlos o removerlos dando cuenta al gobernador departamental.